# 2014年香港印尼女傭被虐事件
2014年香港印尼女傭被虐事件是於2014年1月在香港揭發的一宗印尼香港外籍家庭女傭被虐待的案件。受害人於香港國際機場準備登機返回印尼時，被另外一名同樣返回印尼的印尼女傭發現其傷勢而揭發事件  。香港警務處於同月20日拘捕在香港國際機場準備離開香港的涉案羅姓女僱主，羅姓女僱主同時牽涉另外三宗虐傭案件。事件不但被香港媒體及印尼媒體報道，亦引起國際關注，美國《時代周刊》指為「印尼傭人是香港的現代奴隸」，《華爾街日報》及《紐約時報》均以大篇幅報道事件。

## 事發經過
23歲的印尼籍女傭艾维亚纳·苏里斯特亚宁斯被一個將軍澳家庭僱用8個月，從未獲得發放薪酬、從未休假，每日工作21小時，而且遭到女僱主和兩名女少主虐打，多次遭以衣架、木棍毆打，更嚴重疲勞轟炸她，睡眠及進食亦嚴重不足，她曾經向中介公司求助，然而未有獲得處理，被逼繼續工作，亦因為人生路不熟而不敢報警，最終失去工作能力而被僱主遣送返回印尼。於香港國際機場準備登機回印尼時，被另外一名回國的印尼女傭發現其傷勢，於詢問後揭發事件，及由印尼駐港總領事館報警。
由於女傭已經離開香港，香港警察起初將事件列為雜項，後來因為事態嚴重改列為傷人案件，由觀塘警區重案組負責。警察於1月20日拘捕準備過境，乘坐飛機離開香港前往泰國曼谷的涉案羅姓女僱主，羅姓女僱主同時牽涉另外三宗虐傭案。
2015年2月10日，被告羅允彤被裁定嚴重傷害他人身體、襲擊、刑事恐嚇等共19罪成。法官胡雅文在裁決時指，Erwiana在案發期間、即使在法定假期及休息日仍需工作，形容她猶如女僱主家中的囚犯。2月27日，羅被法庭重判入獄6年，罰款港幣$15,000，為同類案件最重刑罰。
2016年2月5日，羅允彤向法律援助署申請法律援助準備上訴，被法援署拒絕申請。羅允彤申請司法覆核有關決定，但不獲法院受理，需要向法援署支付港幣$200,000訟費。
2017年12月21日，區域法院裁定羅允彤需要向 Erwiana 賠償港幣$809,000及訟費。
2017年12月28日，高等法院裁定羅允彤將名下位於將軍澳富康花園單位的一半業權，轉名給分居多年的丈夫徐潤斌，是企圖逃避賠償責任。高院特委法官黃耀明判轉讓作廢。
2018年9月，Erwiana從聖那塔達瑪大學經濟系畢業，獲得優等學士學位。
2018年11月，懲教署證實羅允彤獲得假釋，獲准提早出獄。
2021年12月，羅允彤被高等法院頒令破產，成為破產人士。

## 相關事件
2014年1月19日，約兩千名印尼人在香港灣仔修頓球場集會後，遊行至香港警察總部與政府總部聲援受害女傭，要求香港政府正視虐傭問題。

## 事件評價

### 香港
香港行政長官梁振英於1月20日表示，香港政府十分關切該起事件，稱「因為香港是法治社會，人與人的關係，無論是什麼關係，法律都不容許任何人向他人施暴、虐待他人精神和身體。」

### 印尼
印尼總統蘇西洛於1月21日致電慰問受害女傭，對虐待“惡行”表示憤怒，並且承諾會提供法律及醫療方面的幫助。

### 美國
美國《華爾街日報》、《時代周刊》及《紐約時報》等多家報社均以大篇幅報導事件。《時代周刊》指「印尼傭人是香港的現代奴隸」，稱香港外傭接二連三遭受虐待是因為保障制度不健全，此前有調查顯示，香港30萬名外傭中，約18%曾遭雇主身體虐待。